# Lärarinna på vift
Lärarinna på vift är en svensk romantisk komedifilm från 1941 i regi av Börje Larsson. Huvudrollerna spelas av Karin Ekelund,  Allan Bohlin, Georg Rydeberg och Gull Natorp.

## Handling
Karin Berggren arbetar på Sunninge flickpension, en förnäm och strikt internatskola för flickor i Skåne, där man väntar sonen till grundaren av skolan för en inspektion. 
Kvällen innan smiter Karin och kollegan Bror iväg på nattklubb i Köpenhamn. Där får Karin plötsligt ett infall då hon hör nattklubbens sångerska sjunga. Visst skulle hon kunna göra det bättre? Hon stiger själv upp på scenen och börjar sjunga. Och möts av jubel.
Detta leder till att hon får ett engagemang på nattklubben, vilket hon accepterar för att få in pengar till att täcka en förskingring i skolkassan av en kollega. Så på dagarna är hon lärarinna i franska i Skåne och om nätterna är hon förföriskt nattklubbssångerska i Köpenhamn, under namnet Lucy Phillips. 
När grundarens son Peter under sitt besök ska kontrollräkna skolans kassa så har Karin lyckats smuggla in de 3 000 kronor som fattas och kassan stämmer till stor förvåning. Peter kommer Karin på spåren och försöker att sätta punkt för hennes sångkarriär, som han inte tycker passar sig för en lärarinna. 
Nu upptäcks Karins dubbelliv på skolan och skandalen är snart ett faktum. Kollegiet samlas för överläggning om Karins framtid, men Karin har redan rest till Köpenhamn, så kollegiet följer efter för att se hennes framträdande med egna ögon och så gör Karin entré och sjunger Kärlekens ABC...

## Om filmen
Filmen premiärvisades 29 september 1941 på biograf Skandia i Norrköping. Den spelades in i Filmstaden Råsunda med exteriörer från Vrams Gunnarstorps slott i Skåne av Martin Bodin. Arrangör och dirigent för musiken i filmen var Gunnar Johansson och bakom flera av sångtexterna stod Sven Paddock och Åke Söderblom.
Som förlaga hade man en filmidé av Jules Sylvain som han i muntlig form sålde till SF 1940. Filmen var Börje Larssons debut som filmregissör och den blev en av Svensk Filmindustris största kassasuccéer vid denna tid, men den var även SF:s dyraste inspelning under 1941.
Den finska filmen Amor hoj! från 1950 av Hannu Leminen grundar sig på manuset till denna film.

## Rollista (urval)
- Karin Ekelund – Karin Bergengren, språklärare, uppträder som sångerska med namnet Lucy Phillips
- Allan Bohlin – Peter Kullby
- Georg Rydeberg – doktor Bror Viberg, lärare
- Gull Natorp – fröken Kristin Bruuhn, rektor för Sunninge flickpension
- Eric Gustafsson – Jens Worms-Pedersen, direktör för nattklubben Natuglen i Köpenhamn
- Hugo Björne – styrelseordföranden för flickpensionen, greve
- Eric Abrahamsson – Napoleon Bengtsson, vaktmästare
- Hjördis Petterson – fröken Hedberg, lärare
- Diana Miller – nattklubbssångerskan
- Liane Linden – Astrid, elev
- Karin Nordgren – Gertrud Norell, elev
- Ulla Hodell – Marianne, elev
- Helga Hallén – dansk journalist
- Ragnar Widestedt – dansk journalist
- Sigge Fürst – "den store", Kullbys konspiratör på nattklubben
- Artur Rolén – hans medhjälpare
- Sven Aage Larsen – hovmästare på nattklubben
- Ester Textorius – fröken Boman, lärare
- Wiktor "Kulörten" Andersson – dansk journalist
- Richard Lund – lärare

## Filmmusik (urval)
- Var hälsad, kompositör Jules Sylvain, text Åke Söderblom och Sven Paddock
- Bobinga, kompositör d'Alvarez-Carter, engelsk text 1941 Börje Larsson svensk text 1941 S.S. Wilson, sång Diana Miller
- Kärlekens ABC, kompositör Jules Sylvain, text Åke Söderblom och Sven Paddock, sång Ruth Moberg som dubbar Karin Ekelund
- Punchinello (Ho! Punchinello), kompositör Bob Wright, text Bob Wright och Chet Forrest
- Oh, Minnie, kompositör Sam Samson, instrumental.
- För din skull, kompositör Hans Åke Gäfvert, text Åke Söderblom och Sven Paddock, sång Ruth Moberg som dubbar Karin Ekelund och Lisbeth Bodin som dubbar Ulla Hodell
- The Flat Foot Floogie, kompositör Slim Gaillard, text Slim Gaillard, Leroy "Slam" Stewart och Bud Green, instrumental.
- Never Took a Lesson in My Life (Aldrig får man vara riktigt nöjd), kompositör Jack Lawrence och Diane Foore, engelsk text Helmy Kresa svensk text Tommy, instrumental